# Лесендро
Лесендро је острво и тврђава у Скадарском језеру у Црној Гори. Налази се близу места Врањине. Тврђава је изграђена у 18. вијеку. Смјештена је на полуострву које је до изградње пруге Београд - Бар било острво.
За вријеме владике Петра II Петровића-Његоша служила је као одбрана од турских напада и осигуравала неометан риболов и трговину. Владика Петар II је обновио тврђаву и ојачао зидове, пошто је скадарски Рашид-паша оптужио Црногорце за шпијунажу и погубио 8 Црмничана који су дошли у Скадар да тргују. Сам владика је често ту долазио да се одмара.
Лесендро је под црногорском управом било 11 година. Скадарски паша Осман-паша Скопљак је 1843. заузео Лесендро, у исто време када и Врањину и на њему су Турци направили своје утврђење. Острво је ослобођено 1878. године заједно са градом-тврђавом Жабљаком Црнојевића, који су припојени Књажевини Црној Гори.
Сам назив острва је као и града Скадра добивен по Александру Великом, јер и Скендерија је турцизирано Александрија, Лесадро, Лесендро.